# Radovan Vlahović
Radovan Vlahović (Novi Bečej, 21. mart 1958) srpski je književnik i kulturni radnik.

## Biografija
Radovan Vlahović je rođen 21. marta 1958. godine u Novom Bečeju. Školovao se u Novom Miloševu, Novom Bečeju i Kikindi. Studirao je Jugoslovensku i svetsku književnost u Novom Sadu.
Objavio je preko 50 knjiga. Piše romane, kratke priče, pesme, eseje. Prevođen je na engleski, nemački, ruski, mađarski, makedonski, slovački, rumunski i slovenački jezik. Dobitnik je više nagrada za književni rad i kulturni pregalaštvo.
Član je Društva književnika Vojvodine, Udruženja književnika Srbije, Exil-PEN centra, sekcije zemalja nemačkog govornog područja, i Matice srpske.
Osnivač je i direktor prvog privatnog kulturnog centra u Srbiji - Banatskog kulturnog centra. Kao urednik izdavačke delatnosti ovog centra potpisao je preko 500 naslova.
- 1975. objavljuje prvu priču. Od 1980. godine objavljuje po književnim časopisima.
- Od 1983. do 1986. na Fruškoj Gori u Krušedol Selu živi svoju primenjenu filozofiju življenja koju još naziva „eksperimentalnim egzistencijalizmom”.
- 1984. snima film „Kad progovori paor iz tebe” u režiji Vladimira Perovića.
- 1985. osniva prvo privatno Jugoslovensko pozorište u prirodi. Iste godine snima ciklus kratkih filmova pod nazivom „Balada o belom konju” sa Ilić Petra Mihajlom, a sa mr Petrom Ljubojevim snima film o „Dopisnom pozorištu“ koji je 1986. u Monte Karlu dobio prvu nagradu u svetu u seriji kratkih televizijskih filmova.
- 1986. u Novom Miloševu osniva privatno „Kulturno dvorište“ koje će vremenom prerasti u Banatski kulturni centar.
- 1986. osniva „Romano teatar”, drugo romsko pozorište u Jugoslaviji i prvo u Vojvodini, koje iste godine izvodi premijeru drame „Kulaj” autora Radovana Vlahovića.
- 1988. osniva „Književnu omladinu opštine Novi Bečej”, pokreće omladinski časopis „Omladinski mozaik”
- 1988. osniva sa Romima iz „Garavog sokaka” Miroslava Antića iz Mokrina pozorišnu trupu, koja i danas postoji pod nazivom „Urma”. Iste, 1988. godine, objavljuje knjigu.
- 1989. osniva „Novi Zenit” i organizuje prvu žensku novozenitističku likovnu koloniju.
- 1990. osniva književni časopis pod nazivom „Barbarogenije”.
- 1991. osniva časopis za književnost i umetnost „Srpski književni magazin” i pokreće izdavačku delatnost „Novog Zenita”.
- 1995. osniva omladinski časopis za književnost pod nazivom „Tumbe”.
- Od 1995. do 2000. povremeno organizuje književne večeri, pozorišne predstave i likovne izložbe.
- 1996. bio član upravnog odbora Akademije umetnosti u Beogradu.
- 2000. osniva i finansira kulturnu manifestaciju „Dani Teodora Pavlovića” koja i danas živi.
- 2004. Pozorišni muzej Vojvodine pokreće Redakciju za istoriju pozorišnog života Roma Vojvodine od praistorije do danas čiji je Vlahović rukovodilac.
- 2006. osniva „Banatski kulturni centar” u Novom Miloševu, prvi privatni kulturni centar u državi.
- 2008. za roman „Evo čoveka” dobija nagradu „Najbolje iz Banata”. Iste godine osniva i književnu manifestaciju „Proleće Sime Cucića”.
- 2009. dobija od Matice srpske „Zahvalnicu za saradnju, pomoć i podršku u ostvarivanju naučnih, književnih i kulturnih programa Matice srpske”.
- 2009. dobija specijalno priznanje za ambasadora kulture Banata u okviru projekta Evropske unije „Euro Banat – kulturni identitet”.
- 2010. godine osniva prvi „Evropski fejsbuk pesnički festival” u okviru kog učestvuje 350 pesnika iz 20 zemalja sveta. Iste godine dobija Nagradu „Teodor Pavlović” za književni rad i kulturno pregalaštvo.
- 2011. godine pokreće manifestaciju „Sija knjiga majke Angeline“ koja se održava u Sečnju i Krušedolu.
- 2013. godine dobija „Zlatnu značku“ Kulturno prosvetne zajednice Srbije za dugogodišnji doprinos razvijanju kulturnih delatnosti.
- 2016. godine dobija Svetosavsku povelju Opštine Novi Bečej.
- 2016. godine Radio-televizija Vojvodine snima i emituje dokumentarni film o Radovanu Vlahoviću pod nazivom Jedan čovek u režiji Svetlane Miljanić.
- 2016. godine osniva Pesničku republiku za koju piše Ustav, a 2017. ustanovljava književnu nagradu Gramata Pesničke republike.
- 2016. godine osniva Elektronski časopis za književnost i umetnost mladih REZ.
- 2020. godine dobija dve nagrade: Međunarodnu književnu nagradu Zlatni prsten u Makedoniji i Nagradu Sunčani sat za književno delo i podsticaj literarnog stvaralaštva mladih u Sremskoj Mitrovici.
- 2021. godine dobija Književni nagradu Karolj Sirmai za knjigu pripovedaka Sve je u glavi.

Za svoj humanitarni rad, nesebičnu pomoć i podršku Srpskoj pravoslavnoj crkvi, dobio je pet gramata od četvorice vladika: zahumsko-hercegovačkog Atanasija, pokojnog vladike žičkog (tada banatskog) Hrizostoma, sremskog Vasilija i banatskog Nikanora.
Živi i radi u Novom Miloševu.

## Objavljene knjige

### Romani
- „Evo čoveka“
- „Samaroplavetnilo“
- „Varvarogenije“
- „Bapa“
- „1934.“
- „Mučenici“

### Pesme
- „Knjiga pastira“
- „Moj Gospode“
- „Moj Gospode“ (dopunjeno izdanje)
- „Večernji akt u devojačkoj sobi Lenke Dunđerski“
- „Moj san je stvarnost“
- „Bolesnička soba broj 3“
- „Večernji akt u devojačkoj sobi Lenke Dunđerski“ (drugo dopunjeno i izmenjeno izdanje sa DVD-om)
- „Miloševački bećarac“
- „Bdenje nad smislom“

### Priče
- „Nenajavljeno kao smrt : Facebook beleške I“
- „Džems Bond u kratkim pantalonama : Facebook beleške II“
- „Ode vek : Facebook beleške III“
- „Fridrih Niče i Silvija Plat u muško-ženskom frizerskom salonu : Facebook beleške IV“
- „Ljubavne i OK priče“
- „Tri ljubavne priče“
- „Dobro jutro, svete: Facebook statusi“
- „Tri ljubavne priče“
- „Banatske pripovetke“
- „Sve je u glavi“
- „Pun mesec i harmonika“
- „Paterica“
- „Dopisnice za Nikassa“

### Prevodi
- „Uram“, „Moj Gospode“ na mađarskom
- „Mein Herr“, „Moj Gospode“ na nemačkom
- „Unangekündigt wie der Tod : Facebook Notizen I“, „Nenajavljeno kao smrt : Facebook beleške I“ na nemačkom
- „A pásztor könyve / Knjiga pastira“, prevod na mađarski
- „My House Is at the End of the Village / Moja kuća na kraj sela“, prevod na engleski
- „Ko me pokličeš iz večnosti“, prevod na slovenački
- „Ljubezenske in OK zgodbe“, prevod knjige „Ljubavne i OK priče“ na slovenački
- „Mежду мною и тобою, Господи!“, prevod na ruski
- „Nenajavljeno kot smrt“, prevod knjige „Nenajavljeno kao smrt“  na slovenački
- „Večerni akt v dekliški sobi Lenke Dunđerski“, prevod knjige „Večernji akt u devojačkoj sobi Lenke Dunđerski“ na slovenački jezik
- „Љубовни и OK приказни“, prevod knjige „Ljubavne i OK priče“ na makedonski
- „Ненајавено како смрт“, prevod knjige „Nenajavljeno kao smrt“ na makedonski
- „Bapa“, prevod knjige „Bapa“ na slovački
- „Der abendliche Akt im Mädchenzimmer der Lenka Dunđerski“, prevod knjige „Večernji akt u devojačkoj sobi Lenke Dunđerski“ na nemački jezik
- „Bapa“, prevod knjige „Bapa“ na mađarski
- „Unannounced like Death“, prevod knjige „Nenajavljeno kao smrt“ na engleski
- „Bapa“, prevod knjige „Bapa“ na mađarski
- „1934.“, prevod knjige „1934.“ na slovački
- „Bapa“, prevod knjige „Bapa“ na rumunski
- „Bapa“, prevod knjige „Bapa“ na makedonski

### Kritike
- „O zavičajnim piscima i slikarima“
- „O piscima i slikarima“
- „Iz prve ruke: Glasna razmišljanja o knjigama“
- „Iz prve ruke: Glasna razmišljanja o knjigama: Knjiga II“
- „Iz prve ruke: Glasna razmišljanja o knjigama: Knjiga III“

### Radovan Vlahović u književnoj kritici
- Dr Predrag Jašović, „Veritas banatske ravnice: Radovan Vlahović u književnoj kritici“
- Marija Tanackov: Varvarogenije među nama: Neki aspekti intertekstualnih okvira „Varvarogenija” Radovana Vlahovića
- Simon Grabovac: Kritičari o „Bapi”
- Milana Poučki: Panonsku ti dušu pružam: Kritička razmatranja kratke proze Radovana Vlahovića

## Spoljašnje veze
- Veb sajt